# Судниково (Волоколамский район)
Судниково — деревня в Волоколамском районе Московской области России, входит в состав сельского поселения Спасское. Население — 878 чел. (2010).

## География
Деревня Судниково расположена на западе Московской области, в южной части Волоколамского района, примерно в 12 км к югу от города Волоколамска, с которым связана прямым автобусным сообщением. В деревне 15 улиц. Ближайшие населённые пункты — деревни Якшино, Сляднево, Карабузино, Куликово, Таболово и Акулово

## Население
| 1859 | 1890 | 1899 | 1926 | 2002 | 2006 | 2010 |
| ---- | ---- | ---- | ---- | ---- | ---- | ---- |
| 295  | ↘210 | ↘138 | ↗267 | ↗796 | ↗913 | ↘878 |

## История
В «Списке населённых мест» 1862 года — казённая деревня 1-го стана Рузского уезда Московской губернии на просёлочной дороге между Волоколамским и Воскресенским трактами, в 25 верстах от уездного города, при колодцах, с 49 дворами и 295 жителями (131 мужчина, 164 женщины).
По данным на 1890 год — центр Судниковской волости Рузского уезда с 210 душами населения, в деревне размещалось волостное правление, имелись ссудосберегательное товарищество, земское училище и лечебница.
В 1913 году — 51 двор, волостное правление, библиотека Комитета попечительства о народной трезвости, земское училище, квартира урядника, ссудосберегательное товарищество и сельскохозяйственное общество.
По материалам Всесоюзной переписи населения 1926 года — центр Судниковского сельсовета Судниковской волости Волоколамского уезда в 11 км от Осташёвского шоссе и 13 км от станции Волоколамск Балтийской железной дороги. Проживало 267 жителей (113 мужчин, 154 женщины), насчитывалось 64 хозяйства, среди которых 57 крестьянских, располагался волостной исполнительный комитет, имелись диспансер, библиотека, изба-читальня и школа.
С 1929 года — населённый пункт в составе Волоколамского района Московского округа Московской области. Постановлением ЦИК и СНК от 23 июля 1930 года округа как административно-территориальные единицы были ликвидированы.
1929—1939, 1957—1963, 1965—1994 гг. — центр Судниковского сельсовета Волоколамского района.
1939—1957 гг. — центр Судниковского сельсовета Осташёвского района.
1963—1965 гг. — центр Судниковского сельсовета Волоколамского укрупнённого сельского района.
В 1994 году Московской областной думой было утверждено положение о местном самоуправлении в Московской области, сельские советы как административно-территориальные единицы были преобразованы в сельские округа.
1994—2006 гг. — центр Судниковского сельского округа Волоколамского района.
С 2006 года — деревня сельского поселения Спасское Волоколамского муниципального района Московской области.

## Экономика
13 февраля 2015 года был открыт молокозовод «Авангард». В церемонии открытия принял участие министр сельского хозяйства и продовольствия Московской области Владимир Барсуков. Завод начал производить молоко «Маруся».. В деревне есть школа , дом культуры и несколько магазинов .